# Paneče
Paneče je naselje u slovenskoj Općini Laškom. Paneče se nalazi u pokrajini Štajerskoj i statističkoj regiji Savinjskoj. 

## Stanovništvo
Prema popisu stanovništva iz 2002. godine naselje je imalo 114 stanovnika.